# Казимеж Куратовски
Казимеж (Кажѝмеж) Курато̀вски (на полски: Kazimierz Kuratowski) е полски математик и логик.

## Биография
Куратовски е роден като поданик на Царска Русия. През 1913 година се записва да следва инженерство в Университета в Глазгоу, Шотландия, отчасти понеже не желаел да учи на руски. Успява да завърши само една година от следването си, когато избухва Първата световна война. През 1915 година започва отново следването си, вече във Варшавския университет, специалност математика, където му преподават видните полски математици Вацлав Серпински и Стефан Мазуркевич. Защитава докторска степен през 1921 година.
През 1927 година Куратовски е избран за професор по математика в Лвовския политехнически университет, а през 1934 година – и във Варшавския. През 1945 става член на Полската учебна академия, а през 1952 година – на Полската академия на науките. От 1948 до 1967 е директор на Института по математика към ПАН и дългогодишен председател на Полското математическо общество и Международното математическо общество.
Куратовски има голям принос и за изграждането на училищното и университетското обучение по математика.

## Научна дейност
Казимеж Куратовски работи в много области от математиката, но по-значимите му резултати са в теорията на множествата и топологията. Сред научните му приноси се отличават:
- характеризацията на Хаусдорфовите пространства в термините на (наречените в негова чест) аксиоми на затварянето на Куратовски,
- доказателство на Лемата на Куратовски-Цорн,
- в теория на графите: характеризация на равнинните графи, известна днес като Теорема на Понтрягин-Куратовски,
- дефинирането на наредената двойка (x,y) като множеството {{x},{x,y}}.